# Zelfvertrouwen
Zelfvertrouwen is de mate waarin men vertrouwen heeft in het eigen kunnen. Een grote zelfverzekerdheid of zelfzekerheid betekent dat dit een sterk vertrouwen is. Als de persoon in werkelijkheid minder capabel is dan gedacht, dan is er sprake van zelfoverschatting. Bij te veel twijfel aan eigen kunnen is er sprake van zelfonderschatting.
Zelfvertrouwen kan opgebouwd worden middels zaken die binnen het eigen interessegebied of die binnen de persoonlijke vaardigheden vallen. Routine versterkt ook het vertrouwen, alles gaat dan als vanzelf zonder er bij na te hoeven denken. Doordat er, als gevolg van routine, een goed resultaat wordt behaald wordt het zelfvertrouwen positief beïnvloed. Op deze manier kan er een positieve, zichzelf stimulerende cirkel ontstaan.
Zelfverzekerdheid weerspiegelt zich in de verbale communicatie en in de non-verbale communicatie.
Theatraal gedrag kan een teken zijn van te weinig zelfvertrouwen.
Aandacht geven aan kleding en kapsel, dus het uiterlijk, kan meewerken aan meer zelfverzekerdheid. Op de reactie van anderen letten kan de zelfverzekerdheid versterken, maar ook doen afnemen.